# Quintus Fabius Vibulanus (consul en -485)
Pour les articles homonymes, voir Fabius Vibulanus.
Quintus Fabius Vibulanus est un homme politique romain du Ve siècle av. J.-C., consul en 485 et 482 av. J.-C.

## Famille
Il est membre des Fabii Vibulani, branche de la gens des Fabii. Il est le fils d'un Kaeso Fabius Vibulanus et le frère de Marcus Fabius Vibulanus, consul en 483 et 480 av. J.-C., et de Kaeso Fabius Vibulanus, consul en 484, 481 et 479 av. J.-C.

## Biographie

### Premier consulat
En 485 av. J.-C., il est élu consul avec Servius Cornelius Maluginensis Cossus,. Au début de leur mandat, Spurius Cassius Vecellinus est condamné pour perduellio par les questeurs Kaeso Fabius Vibulanus et Lucius Valerius Potitus et mis à mort.
Les consuls lancent des raids sur le territoire véien puis Vibulanus attaque les Volsques et les Èques. Victorieux, il vend tout le butin amassé. Le bénéfice de la vente est porté au trésor public, ce qui le rend très impopulaire, ainsi que sa famille, auprès du peuple et des soldats, qui reçoivent traditionnellement une part du butin. Son frère Kaeso Fabius Vibulanus est malgré tout élu consul l'année suivante, appuyé par les patriciens.

### Deuxième consulat
Il est de nouveau élu consul en 482 av. J.-C. avec Caius Iulius Iullus. Les luttes internes ne s'apaisent pas et les Èques reprennent les armes tandis que les Véiens ravagent le territoire romain. Ce sont ses successeurs, dont à nouveau son frère Kaeso Fabius Vibulanus, qui prennent en charge le commandement dans ces guerres.

### Mort au combat
Toujours en guerre contre Véies, les Romains livrent une bataille qui tourne à l'avantage des Véiens en 480 av. J.-C. Alors au premier rang, Vibulanus meurt au combat, aux côtés d'un des consuls, Cnaeus Manlius Cincinnatus. Ses frères Marcus et Kaeso redonnent courage à l'armée romaine qui arrache finalement la victoire. Mais déplorant la mort de son collègue et de son frère, le consul Marcus Fabius Vibulanus refuse le triomphe. Ce décès précipite le serment des Fabii prononcé en 479 av. J.-C., qui combattront alors seuls, avec leurs clients, contre les Véiens.